# Hyalochlora nadia
Hyalochlora nadia là một loài bướm đêm trong họ Geometridae.